# 員林 (大字)
員林，是臺灣彰化縣員林市的一個傳統地域名稱，也是全市行政中心所在地，位於該市中部偏西。相較於今日行政區，其範圍大致包括仁美里不含北部西側一小部分、新興里、中正里、東和里北半部、民生里西北部凸出部分、黎明里北端、惠來里北端、中山里、光明里、和平里東南端、新生里東南端一小塊地。

## 歷史
台灣清治末期至日治初期，員林地區為一街庄，稱為「員林街」，隸屬於燕霧下堡。該街北及東與三條圳庄為鄰，南邊為萬年庄、大饒庄、田中央庄，西邊為瓦磘厝庄、南平庄。
1901年（日治明治三十四年）11月，全台廢縣廳改設二十廳，該街隸屬於彰化廳。1903年（明治三十六年）6月，該街編入「員林區」，隸屬於彰化廳。1909年（明治四十二年）10月，合併二十廳為十二廳，員林區改隸屬於臺中廳。1920年（大正九年），該街改制為「員林」大字，隸屬於臺中州員林郡員林街。
戰後員林街改制為員林鎮，隸屬於臺中縣，大字亦改制為里。1950年10月，中、彰、投分治，員林鎮改隸屬彰化縣。2015年8月，員林鎮因人口數超過新的標準而升格為員林市。

## 聚落
本地區發展較早的聚落有圳頭厝、員林、竹篾店等，在日治期初期的官方地圖上已有記載。

## 交通
台鐵縱貫線是台灣西部南北鐵路幹線，大致以縱向經過員林地區西南端，並於西部邊界處設有員林車站。該站屬一等站，停靠部分普悠瑪號、太魯閣號，絕大部分自強號及其餘全部列車。由此車站可前往台鐵沿線各站。
省道台1線又稱「縱貫公路」，是台北至屏東楓港的傳統平面幹道，大致以縱向經過本地區西部邊界外不遠處。由該道路向北繞大彎轉東北再轉北微東可前往大村、花壇、彰化、烏日等地，向南轉南南西可前往埔心、永靖、田尾、溪州等地。
縣道141號（中山路二段、中正路）是員林至林內的道路，大致以北向南轉北北西—南南東走向經過西北角、中部偏西地帶及南部，並經過縣道148號路口。由該道路向北可前往三條圳西北部並止於省道台1線路口，向南南東可前往社頭、田中、二水、林內等地。
縣道148號（民生路、育英路、員東路二段）是王功至草屯的道路，大致以西向東由本地區西部邊界南側入境，經縣道141號路口後至鄉道彰77線、彰78線共線起點路口，轉北再轉東微北後出境。由該道路向西可前往埔心、溪湖、芳苑等地，向東微北可前往芬園南部、草屯等地。
鄉道彰76線（靜修路、中山路二段、萬年路三段、浮圳路二段）是源潭至中東的道路，大致以西向東由本地區西部邊界北側入境後，轉北北東至縣道141號路口，轉北與其共線一小段路，至萬年路三段路口轉東南東獨行一小段路（該段路為逆樁單行道，順樁須繞路而行），至浮圳路二段路口轉東北東出境一小段後再度進入本地區北部邊界地帶，其後沿邊界續行並於本地區東北角出境。由該道路向西可前往南平南部偏西並止於鄉道彰55線路口，向東北東可前往三條圳、東山中部偏南並止於縣道137號路口。
鄉道彰77線（萬年路二段）是員林至社頭的道路，其北側端點位於本地區東南部縣道148號路口。由此向東南與鄉道彰78線共線，轉南南東獨行後出境，可前往大饒與萬年交界地帶、大饒與田中央交界地帶、田中央與枋橋頭交界地帶、舊社並止於鄉道彰154線路口。
鄉道彰78線（萬年路二段、員水路二段）是員林至樟普寮的道路，其西側端點位於本地區東南部縣道148號路口。由此向東南與鄉道彰77線共線，轉東南東獨行後出境，可前往萬年與三條圳交界地帶、番子崙、湖水坑並止於彰化縣與南投縣邊界處。

## 學校
- 崇實高工

## 文化資產
- 興賢書院（縣定古蹟）

## 廟宇
- 員林福寧宮（媽祖廟）
- 員林禪寺（曹洞宗佛寺）
- 員林地藏庵（地藏庵）